# Floris Claesz. van Dijck

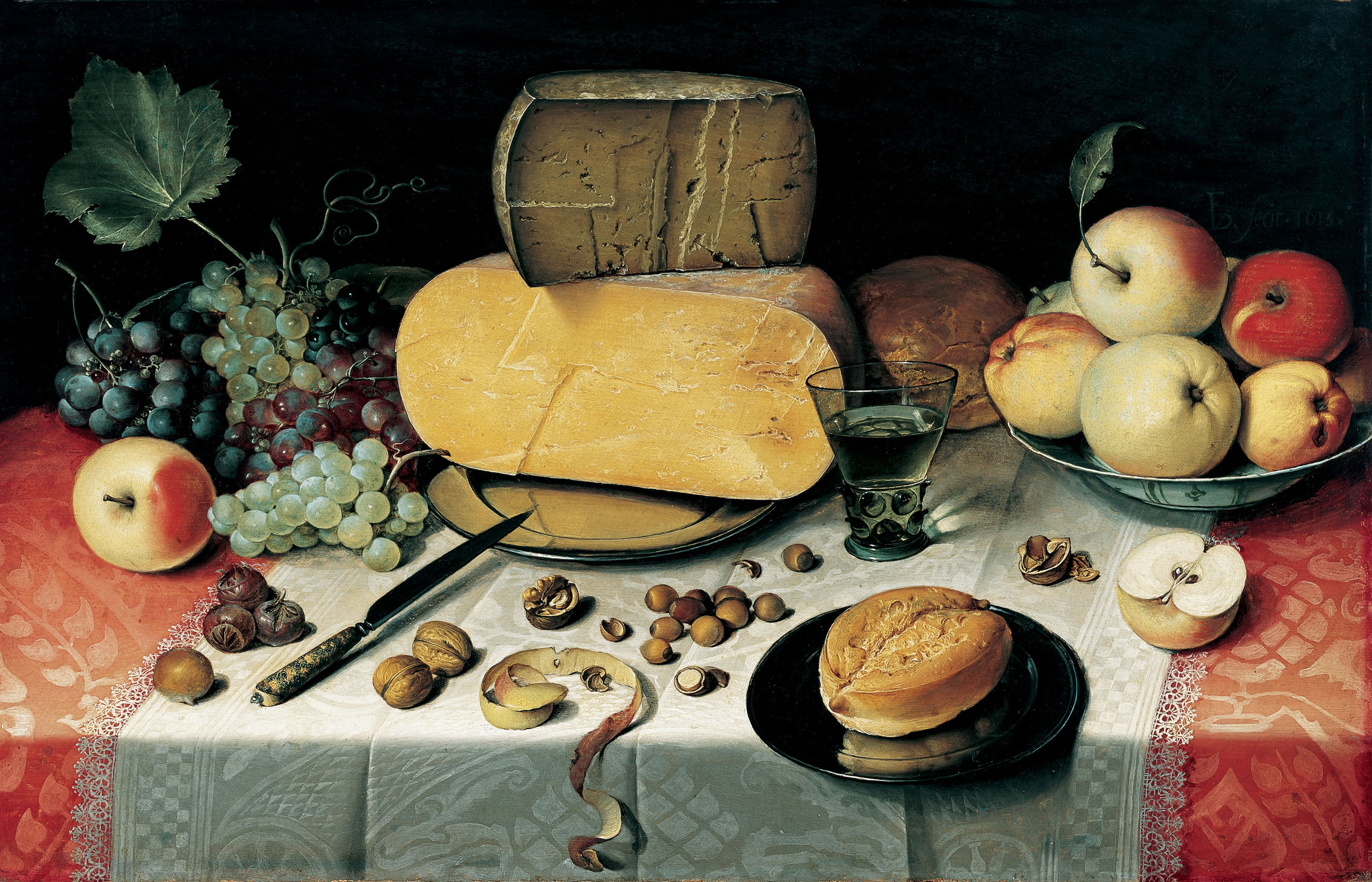
Bodegón de desayuno, 1613, óleo sobre tabla, 49,3 x 78,3 cm, Haarlem, Museo Frans Hals.

Floris Claesz. van Dijck o Floris van Dyck (Delft, hacia 1574/1575-Haarlem, 1651) fue un pintor barroco neerlandés especializado en la pintura de bodegones.
Nacido probablemente en Delft, hacia 1600 viajó a Italia donde lo retrató el Caballero de Arpino. De regreso a los Países Bajos en 1605 se estableció en Haarlem donde se le documenta abundantemente hasta 1651. En Haarlem contrajo matrimonio y ocupó cargos de responsabilidad en la guilda de San Lucas, a la que en 1637, para ornamentar su nueva cámara, regaló «una obra maestra de una cabeza moldeada y realizada del natural por Miguel Ángel». El mismo año fue elegido decano del gremio.